# 九溪镇 (桃源县)
九溪乡，是中华人民共和国湖南省常德市桃源县下辖的一个乡镇级行政单位，镇人民政府驻九溪，总面积100平方千米，总人口约2.3万人（2017年）。
原為九溪鄉。2017年2月，九溪鄉與桃源縣另外4個鄉撤鄉設鎮，但保留各自的行政区域。

## 行政区划
九溪乡下辖以下地区：
九溪村、凉桥村、兴龙村、围坪村、青华村、土金村、板桥村、官坪村、白岩村、孙家河村、正气村、笔架村和六一阁村。